# 石油燃焼装置
石油燃焼装置（せきゆねんしょうそうち）は、石油を蒸気機関車の燃料として使うための装置。石油のみを使う、石炭と石油を使うなどの方法があり、何らかの理由（煙害や火災防止・出力増大・機関助手の負担軽減など）で重油を使用して人力を節約して高出力を得るために火室に重油バーナーを設置したものが存在する。
日本国内では主に重油を使うことが多いため、重油燃焼装置（じゅうゆねんしょうそうち）と呼ばれる。

## 日本での分類
1952年に中央熱管理協議会より発行された「熱管理 第4号・第11巻 重油燃燒特集号」P23-P26によると重油を燃焼させる機関車について以下の分類と説明がある。

### 重油専燃機関車
- 重油または軽油を単体、もしくは混合して使用する。火室は石炭を使う機関車と異なった形状である。このため、石炭を使用する機関車から改造する場合、改造する主要部は火室となる。

### 重油併燃機関車
- 石炭を従来通り火格子で燃焼させ、別にバーナーを置いて重油を併燃させる。外国ではあまり使われておらず、日本独自の発達をしている。流動をよくするため冬季に軽油を混ぜて使う。

### 重油混燃機関車
- 炭水車で石炭と重油を混ぜ合わせて使用する。人力による投炭や自動給炭機にも使え、最も簡単な方法であるが、奨励すべき方法ではない。重油を使うならば専燃や併燃にすべきである。

### 構造

#### 重油専用燃焼
重油専燃の場合は火室に火格子を設けず、火室底部をレンガで覆った構造になり、通常は火室の喉板下部に後ろ向き（前述のように例外も多い）に1つか2つのバーナーがあり、これでテンダーからたわみ管で送られた重油を霧状にして散布する。なお重油は粘度が高いため、重油タンク内に重油加熱用の蒸気管を通して流動性を増し、油の霧化を促進させる。

#### 重油併用燃焼
石炭と共に燃焼させる重油併燃では重油をバーナーで霧状にし、火床で燃焼している石炭の上方に噴射することで煤煙の減少と火室容積を最大限に活かし、平面燃焼と立体燃焼を同時に行う。重油と石炭と同時に燃やす機関車は諸外国ではあまり使用されていない技術のため、日本独自の発達を遂げた。

## 歴史
蒸気機関車に石油を使う燃焼方法は古くからあり、1874年にトーマス・アーカートがいくつかの実験を行った後、蒸気機関車で石油を燃焼させることに成功した。1887年にペンシルバニア鉄道でも同様のシステムが導入されたが、この時はあまり注目されていなかった。しかし、石油資源の豊富な州から関心が高まり、1895年にはユニオン石油（現在のユノカル）、サザンパシフィック鉄道、サンタフェ鉄道の3社による共同開発により、1910年までに多くの地域で石油は燃料として広く使用された。アメリカは1900年代初頭から石油燃焼を効果的に使用した国であった。
ヨーロッパでは、ルーマニアの発明家ジョルジュ・コスモヴィチが、「石油燃焼」と「石油と石炭を併用して燃焼」の双方に使えるバーナーの特許を取得している。1914年にドイツ語圏向けに出版された『Enzyklopädie des Eisenbahnwesens』第6巻に蒸気機関車用の石油を熱源とする装置の説明があり、「機関車における石油燃焼装置は専燃・併燃があり、前者は火格子などを省略でき、二次燃焼空気の供給に必要な開口部を除き煉瓦で覆うことが可能である、後者の併燃の場合は燃料油を白熱した固形燃料に霧状で散布して燃焼させる」という主旨で石油燃焼装置の説明が出てきており、さらにこの後こうした石油燃焼はオーストリア、ルーマニア、ロシアなどで使用されていると記述されている。
これとは別の方法で、石炭と石油を燃焼させる方法も用いられたが、石油に石炭の粉塵/粉砕燃料を混ぜたものをバーナーで噴射させるもので、日本国鉄が使っていたものとは仕組みや分類が異なっていた。
重油バーナーの位置は世界的にはバーナーの取り付け位置は「火室の喉板下部に後ろ向き」が主流だが、重油専燃式に限っても「火室焚口下部に前方向き」（日本の国鉄制式機は専燃・併燃に関わらずこれが主流）の他に、変則的なものでは「火室底箱から内火室天井向き」などが存在する。

### 日本での使用
日本の場合、重油燃焼装置の使用そのものは古く、1898年 - 1899年（明治31 - 32年）のころ重油の値段が安かったので機関車燃焼に使用し、蒸気発生の向上や黒煙減少が見られたので碓氷線・信越線・奥羽線の一部の機関車に用いられた。しかしその後、重油高騰で不経済になったので取りやめられ、1910年 - 1911年（明治43 - 44年）に中央線の隧道区間で消煙目的で再度使用されたが、この時もすぐに値上げで取りやめになっている。
この頃の重油燃焼装置は開発者の名前から飯山式・横井式という名前で呼ばれていたが詳細ははっきりせず、「扁平の吹き出し口から重油を吹きだす構造」であったと考えられている。その後、大正初期に秋田県の黒川油田が噴出すると再度重油価格が下落したため、かなりの両数に重油燃焼装置を装着したが、再度の重油価格の高騰で外した。この時の燃焼装置は「山形の油タンクを炭水車上に据え付き、銅板製平らな吹出口を有するバーナーを焚口に向けて上記で油を吹き込む」というもので、使用しない時はこの吹出口を水平に回転していた。これらの燃焼方式はいずれも併燃である。
戦後、1951年（昭和26年）の秋に石炭が不足したため、石炭危機の対策と質の悪い石炭を有効に活用するため、機関車に対して重油を石炭と併用し、石炭の節約が実施された。当初は海外と同じく機関車用の重油燃焼装置や艦船用のバーナーを試験したが、噴射する容量や形状をアレンジした独自のバーナーが開発され、重油併燃装置の研究試験も進められた。
その後、石炭事情は好転したが、消煙効果と投炭量の減少により、乗客に対するサービスの向上と乗務員の苦痛の軽減から好評を博し、同時に引張定数または速度を10%向上することも可能であることが分かり、全国的に拡大実施された。この時の燃焼装置は「燃料タンクをボイラ胴上上記ドーム後に置き、タンク内に加熱管があって流動性を良くし、これを焚口の戸もしくは枠に開けられた穴につけられたバーナーから蒸気で送られる」というもので、前回と違い炭水車上に置かなかったのは重油を大量に使用しないのでタンクが小さくてよいことと、炭水車からではたわみホースが必要だが重油用のホースは耐油性でないといけないことやB重油を使用するため重油の自重による移動が困難の考えられたためである。
日本国鉄では貨客車1,000t-㎞あたりの石炭消費量が1946年から1956年の間に67kgから39.1kgへ、消費量が42%減少した理由の1つに重油燃焼を挙げており、フランスの同じ条件、同じ十年間で77kgから54.3kgへ、27%の減少よりも優れた燃料消費量を記録している。
重油併燃にはB重油が使用されていたが安価なC重油の使用も考えられるようになった。昭和37年度にC重油用のバーナーが試作されると、C重油は安価であるものの、引火点や粘度が高く残留物も多いため、重油を使用しても単純に楽になるわけではなく、火力が増すのでボイラー周りが高温になって排煙ですら100度を超え、トンネルなどに入ると非常に熱くなるので上記の消煙効果や投炭軽減を差し引いても「無い方が楽（盛岡機関区の機関士、内藤利雄 談）」と評価されたり、使い過ぎると燃え残った重油がべとつき、煙管が詰まったり集煙装置の開閉ができなくなる不具合が起きたため「私はあまり油は使わんのです」（人吉機関区の機関士、石井篤信 談）といった使用控えもあった。
日本では専燃の物は少なくC59形の改造機（127号機）があるが、これ以外に微妙なものに熱海鉄道で「石油発動車」や「オイルエンジン」と呼ばれた輸入品の機関車を使用していたことがあり、この車両は最初コークスで着火し、発生蒸気の一部を乾燥させて重油噴出に使用するものであった。